# Årets idrottsprestation
Årets prestation är ett pris som delas ut vid Svenska Idrottsgalan.

## Lista över vinnare
| år   | person / lag           | idrottsgren    | Ref   |
| ---- | ---------------------- | -------------- | ----- |
| 2000 | Ludmila Engquist       | Friidrott      |       |
| 2001 | Lars Frölander         | Simning        |       |
| 2002 | Christian Olsson       | Friidrott      |       |
| 2003 | Carolina Klüft         | Friidrott      |       |
| 2004 | Carolina Klüft         | Friidrott      |       |
| 2005 | Stefan Holm            | Friidrott      |       |
| 2006 | Kajsa Bergqvist        | Friidrott      |       |
| 2007 | Anette Norberg         | Curling        |       |
| 2008 | Carolina Klüft         | Friidrott      |       |
| 2009 | Charlotte Kalla        | Längdåkning    |       |
| 2010 | Sarah Sjöström         | Simning        |       |
| 2011 | Björn Ferry            | Skidskytte     |       |
| 2012 | Therese Alshammar      | Simning        |       |
| 2013 | Lisa Nordén            | Triathlon      |       |
| 2014 | Johan Olsson           | Längdåkning    |       |
| 2015 | Damstafettlaget        | Längdåkning    |       |
| 2016 | U21-landslaget, herrar | Fotboll        |       |
| 2017 | Jenny Rissveds         | Mountainbike   |       |
| 2018 | Östersunds FK          | Fotboll        |       |
| 2019 | Armand Duplantis       | Friidrott      |       |
| 2020 | Mattias Falck          | Bordtennis     | [ 1 ] |
| 2021 | Armand Duplantis       | Friidrott      | [ 2 ] |
| 2022 | Nils van der Poel      | Skridskoåkning | [ 3 ] |
| 2023 | Nils van der Poel      | Skridskoåkning | [ 4 ] |
| 2024 | Daniel Ståhl           | Friidrott      | [ 5 ] |